# Matilde Pérez Mollá
Matilde Pérez Mollá (Quatretondeta, Comtat, 1858 - ibíd., 16 d'octubre de 1936) fou la primera batllessa d'Espanya en la població de Quatretondeta. Fou designada el 27 d'octubre de 1924, durant la dictadura de Primo de Rivera. Fou un esdeveniment inèdit en una època fortament masclista, en què la dona estava relegada a les feines de la llar.

## Biografia
Pertanyia a una família de Quatretondeta, amb extenses propietats, i es va casar amb un notari d'Alcoi, Rafael Blanes Serra, amb qui es traslladà a viure a Cartagena. Quan el marit es va jubilar, el 1913, el matrimoni i la seua filla s'instal·laren a Quatretondeta, i un any
 després Matilde Pérez enviudà.
En una localitat xicoteta com aquesta, era coneguda com a la «senyora vella» per la seua educació cuidada i per acollir a sa casa nombrosos convidats estrangers. Durant la Dictadura de Primo de Rivera, en un context no democràtic però en el qual es debatia sobre la participació política de les dones, fou designada alcaldessa de la seua població natal pel delegat governatiu de Cocentaina, el comandant d'artilleria Emilio Juan, i nomenada pel governador civil i militar, el general Cristino Bermúdez de Castro. Exercí el càrrec entre octubre de 1924 i gener de 1930. Va esdevenir, així, la primera alcaldessa d'Espanya.
Va influir en la construcció de la carretera entre Quatretondeta i Gorga i per iniciativa seua es va instal·lar l'electricitat en la població. A més de desenvolupar diverses tasques caritatives –va col·laborar amb la leproseria de Fontilles, per exemple-, es va interessar per la cultura. Creà un grup de teatre, va impartir classes de piano i va publicar articles costumistes en el diari valencià Las Provincias.
Tot i ser la primera dona alcaldessa de l'Estat espanyol, la primera dona alcaldessa per elecció popular va ser María Dominguez Remón el 28 de juliol de 1932, que va prendre possessió el 28 de juliol de 1932 a Gallur (província de Saragossa).